# Occupied – Die Besatzung
Occupied – Die Besatzung (Originaltitel Okkupert) ist eine norwegische Fernsehserie, die in schwedisch-französischer Ko-Produktion entstand und die am 27. September 2015 ihre Premiere beim norwegischen Sender TV 2 hatte. Die deutschsprachige Erstausstrahlung lief vom 19. November bis 17. Dezember 2015 auf Arte. Im Herbst 2017 fand die zweite Staffel ihre Premiere bei TV 2. In Deutschland wurde ab dem 15. Februar 2018 die 2. Staffel ausgestrahlt. Diese wurde von Herbst 2016 bis zum Frühjahr 2017 produziert. Die dritte und finale Staffel wurde vom 5. Dezember 2019 bis 2. Januar 2020 über Viaplay in Norwegen, Schweden, Finnland und Dänemark ausgestrahlt.

## Szenario
Norwegen ist in naher Zukunft immer häufiger von den Folgen des Klimawandels betroffen. Aufgrund dieser Entwicklung kommt eine ökologische Partei an die Macht. Diese möchte mittels sogenannter Thorium-Kraftwerke komplett auf klimafreundliche Energieerzeugung setzen. Gleichzeitig beginnt Norwegen mit der Einstellung der Öl- und Gasproduktion. Aufgrund der Verletzung von Handelsverträgen reagiert Russland darauf mit einer durch die Europäische Union tolerierten Besatzung Norwegens, um die Versorgung der Staaten mit den inzwischen knappen Ressourcen sicherzustellen.
Im Mittelpunkt der Handlung stehen dabei unterschiedlichste Charaktere aus Politik und Gesellschaft. Die Serie beleuchtet, wie eine westliche Gesellschaft unter einer Besatzung lebt bzw. auf den Verlust demokratischer Rechte reagiert. Dabei werden insbesondere
(völker)rechtliche Fragen betreffend Okkupation, Widerstandsrecht, Krieg und Diplomatie aufgeworfen.

## Besetzung und Synchronisation
Die deutschsprachige Synchronisation entstand durch die Studio Hamburg Synchron. Für die Episoden von Staffel 1 verfassten Klaus Hüttmann und Michael Bartel die Dialogbücher, Dialogregie führten der letztgenannte Michael Bartel und Hilke Flickenschildt. Die Dialogbücher zur Staffel 2 schrieben Joachim Kunzendorf und Masen Abou-Dakn, Dialogregisseur war nun Christoph Cierpka.
| Figur                      | Darsteller             | Deutscher Sprecher    | Beschreibung                                         |
| Hauptdarsteller            | Hauptdarsteller        | Hauptdarsteller       | Hauptdarsteller                                      |
| -------------------------- | ---------------------- | --------------------- | ---------------------------------------------------- |
| Jesper Berg                | Henrik Mestad          | Bernd Vollbrecht      | Ministerpräsident                                    |
| Anita Rygg (Rygh)          | Janne Heltberg         | Britta Steffenhagen   | Politikberaterin, Assistentin von Jesper Berg        |
| Hans Martin Djupvik        | Eldar Skar             | Oliver Böttcher       | Mitarbeiter des PST                                  |
| Hilde Djupvik              | Selome Emnetu          | Ghadah Al-Akel        | Richterin, Ehefrau von Hans Martin Djupvik           |
| Irina Sidorova             | Ingeborga Dapkūnaitė   | Morin Smolé           | russische Botschafterin                              |
| Bente Norum                | Ane Dahl Torp          | Katrin Zimmermann     | Restaurantbesitzerin                                 |
| Thomas Eriksen             | Vegar Hoel             | Konstantin Graudus    | investigativer Journalist, Ehemann von Bente Norum   |
| Stefan Christensen         | Sondre Larsen          | Konrad Bösherz        | Mitglied der königlichen Garde, Fritt-Norge-Aktivist |
| Wenche Arnesen             | Ragnhild Gudbrandsen   | Marion Musiol         | Direktorin des PST                                   |
| Ingrid Bø                  | Veslemøy Mørkrid       | Silvia Mißbach        | Mitarbeiterin des PST                                |
| Astrid Berg                | Lisa Loven Kongsli     | Anna Grisebach        | Ehefrau von Jesper Berg                              |
| Nebendarsteller            |                        |                       |                                                      |
| Oberstleutnant Harald Vold | Stig Ryste Amdam       | Frank Röth            | Kommandeur der königlichen Garde                     |
| Ingvild Friis              | Kristin Skogheim       | Sabine Jaeger         | Justizministerin im Kabinett Berg                    |
| Anders Knudsen             | Morten Svartveit       | Dejan Bućin           | Umweltminister im Kabinett Berg                      |
| Dag Ottesen                | Øystein Røger          | Tobias Lelle          | Chefredakteur von Ny Tid                             |
| Antti Korhonen             | Ville Virtanen         | Mikael Merenmies      | finnischer Präsident                                 |
| Pierre Anselme             | Hippolyte Girardot     | Gerald Schaale        | französischer EU-Kommissar                           |
| Rudolf Teichmann           | Filip Peeters          | Pierre Peters-Arnolds | Präsident der Europäischen Kommission                |
| Maja Norum                 | Kristin Braut-Solheim  | Milena Rybiczka       | Tochter von Bente Norum                              |
| Petter Eriksen             | Daniel Rusten Larsen   | Philip Süß            | Sohn von Thomas Eriksen                              |
| Andrea Djupvik             | Ella Malia Prince      | Emilia Zertani        | Tochter von Hilde und Hans Martin Djupvik            |
| Vladimir Gosev             | Krzysztof Pieczyński   | N. N.                 | russischer Nachrichtenoffizier                       |
| Konstantin Minikov         | Vytautas Kaniusonis    | Grigory Kofman        | russischer Oligarch                                  |
| Nikolai                    | Alexej Manvelov        | Arthur Weimann        | russischer Wachmann und Freund von Bente Norum       |
| Orlov                      | Lenn Kudrjawizki       | Lenn Kudrjawizki      | Unfallopfer vor dem Restaurant von Bente Norum       |
| Jérôme Cohen               | Mehdi Nebbou           | Mehdi Nebbou          | Freund von Astrid Berg                               |
| Arzt von Wenche Arnesen    | Jonas Bergland         | Peter Flechtner       |                                                      |
| Jorunn Eriksen             | Kirsten Hofseth        | Sonja Deutsch         | Mutter von Thomas Eriksen                            |
| Frida Engø                 | Thea Green Lundberg    | Marie Isabelle Walke  |                                                      |
| Geir Buan                  | Oddgeir Thune          | Sven Fechner          | Mitarbeiter, Stabschef des PST                       |
| Finn                       | Tor Sigbjørnsen        | N. N.                 |                                                      |
| Maxim Ivanov               | Ivan Mathias Petersson | N. N.                 | russischer Ölarbeiter                                |
| Bent Hole                  | Mathias Calmeyer       | N. N.                 | Verteidigungsminister im Kabinett Berg               |
| Line                       | Nasrin Khusrawi        | Peggy Pollow          |                                                      |
| Cecilie Fagereng           | Madalena Helly-Hansen  | Katharina Rivilis     | Freund von Stefan Christensen                        |
| Sverre Vik                 | Thomas Leikvoll        | Christoph Bernhard    | Agent von PST                                        |
| Roger Bull                 | Bent Rognlien          | Axel Lutter           | norwegischer Parlamentspräsident                     |
| Anette Kleven              | Kari Holtan            | Harriet Kracht        | Agentin des PST                                      |
| Nadja Minikova             | Lydia Indjova          | Anna Gamburg          | Tochter von Konstantin Minikov                       |
| Karin Rygh                 | Britt Langlie          | Kornelia Boje         | Mutter von Anita Rygh                                |
| Leon Tangen                | Henrik Eilif Borge     | Fabian Kluckert       |                                                      |
| Lukas Pedersen             | Hans Olav Brenner      | Martin Brücker        | Assistent von Karin Rygh                             |

## Episodenliste

### Staffel 1
| Nr. (ges.) | Nr. (St.) | Deutscher Titel | Originaltitel | Erstausstrahlung NOR | Deutschsprachige Erstausstrahlung (D) | Regie                 | Drehbuch                                                                  |
| ---------- | --------- | --------------- | ------------- | -------------------- | ------------------------------------- | --------------------- | ------------------------------------------------------------------------- |
| 1          | 1         | April           | April         | 4. Okt. 2015         | 19. Nov. 2015                         | Erik Skjoldbjærg      | Karianne Lund, Erik Skjoldbjærg, Erik Richter Strand                      |
| 2          | 2         | Mai             | May           | 4. Okt. 2015         | 19. Nov. 2015                         | Erik Skjoldbjærg      | Karianne Lund, Erik Skjoldbjærg, Erik Richter Strand                      |
| 3          | 3         | Juni            | June          | 11. Okt. 2015        | 26. Nov. 2015                         | Erik Richter Strand   | Erik Richter Strand                                                       |
| 4          | 4         | Juli            | July          | 18. Okt. 2015        | 26. Nov. 2015                         | Erik Richter Strand   | Jo Nesbø, Karianne Lund, Erik Skjoldbjærg, Erik Richter Strand, Ina Bruhn |
| 5          | 5         | August          | August        | 25. Okt. 2015        | 3. Dez. 2015                          | Pål Sletaune          | Karianne Lund, Erik Skjoldbjærg                                           |
| 6          | 6         | September       | September     | 1. Nov. 2015         | 3. Dez. 2015                          | Pål Sletaune          | Karianne Lund, Erik Skjoldbjærg                                           |
| 7          | 7         | Oktober         | October       | 8. Nov. 2015         | 10. Dez. 2015                         | Eva Sørhaug           | Tomas Solli                                                               |
| 8          | 8         | November        | November      | 15. Nov. 2015        | 10. Dez. 2015                         | Eva Sørhaug           | Tomas Solli                                                               |
| 9          | 9         | Dezember (1)    | December (1)  | 22. Nov. 2015        | 17. Dez. 2015                         | John Andreas Andersen | Karianne Lund, Erik Skjoldbjærg, Tomas Solli, Björn Paqualin              |
| 10         | 10        | Dezember (2)    | December (2)  | 29. Nov. 2015        | 17. Dez. 2015                         | John Andreas Andersen | Karianne Lund, Erik Skjoldbjærg, Tomas Solli, Björn Paqualin              |

### Staffel 2
Die norwegische Erstausstrahlung erfolgte ab 29. September auf Viaplay. Die deutschsprachige Erstausstrahlung erfolgte am 15. und 22. Februar 2018 auf arte, wobei alle Folgen schon seit 8. Februar 2018 in der arte-Mediathek abrufbar waren.
| Nr. (ges.) | Nr. (St.) | Deutscher Titel  | Originaltitel     | Erstausstrahlung NOR | Deutschsprachige Erstausstrahlung (D) | Regie                | Drehbuch                                                    |
| ---------- | --------- | ---------------- | ----------------- | -------------------- | ------------------------------------- | -------------------- | ----------------------------------------------------------- |
| 11         | 1         | August           | August            | 29. Sep. 2017        | 15. Feb. 2018                         | Erik Skjoldbjærg     | Erik Skjoldbjærg, Karianne Lund, Stále Stein Berg           |
| 12         | 2         | September        | September         | 29. Sep. 2017        | 15. Feb. 2018                         | Erik Skjoldbjærg     | Erik Skjoldbjærg, Karianne Lund, Stále Stein Berg           |
| 13         | 3         | Oktober          | October           | 6. Okt. 2017         | 15. Feb. 2018                         | Erik Skjoldbjærg     | Erik Skjoldbjærg, Karianne Lund, Stále Stein Berg           |
| 14         | 4         | November         | November          | 13. Okt. 2017        | 15. Feb. 2018                         | Jens Lien            | Erik Skjoldbjærg, Karianne Lund, Stále Stein Berg           |
| 15         | 5         | Dezember         | December          | 20. Okt. 2017        | 22. Feb. 2018                         | Jens Lien            | Stále Stein Berg                                            |
| 16         | 6         | Januar           | January           | 27. Okt. 2017        | 22. Feb. 2018                         | Jens Lien            | Erik Skjoldbjærg, Karianne Lund, Jo Nesbø, Stále Stein Berg |
| 17         | 7         | Februar (Teil 1) | February (Part 1) | 3. Nov. 2017         | 22. Feb. 2018                         | Charlotte Brandström | Stále Stein Berg                                            |
| 18         | 8         | Februar (Teil 2) | February (Part 2) | 10. Nov. 2017        | 22. Feb. 2018                         | Charlotte Brandström | Stále Stein Berg                                            |

### Staffel 3
Die Produktion einer 3. Staffel wurde im April 2018 vom Norwegischen Filminstitut bestätigt. Im Mai 2019 fanden Dreharbeiten in Litauen statt, die Erstausstrahlung der sechs finalen Folgen erfolgte ab 5. Dezember 2019 über Viaplay. In Deutschland fand die Erstausstrahlung am 12. Januar 2024 in der arte-Mediathek als Originalversion mit deutschen Untertiteln statt.
| Nr. (ges.) | Nr. (St.) | Deutscher Titel    | Originaltitel    | Erstausstrahlung NOR | Deutschsprachige Erstausstrahlung (D) | Regie                                                    | Drehbuch                                                        |
| ---------- | --------- | ------------------ | ---------------- | -------------------- | ------------------------------------- | -------------------------------------------------------- | --------------------------------------------------------------- |
| 19         | 1         | März               | Mars             | 5. Dez. 2019         | 12. Jan. 2024                         | Camilla Strøm Henriksen, Erik Skjoldbjærg, Gunnar Vikene | Camilla Strøm Henriksen, Hilde Susan Jaegtnes, Erik Skjoldbjærg |
| 20         | 2         | April              | April            | 5. Dez. 2019         | 12. Jan. 2024                         | Camilla Strøm Henriksen, Erik Skjoldbjærg, Gunnar Vikene | Camilla Strøm Henriksen, Erik Skjoldbjærg                       |
| 21         | 3         | Mai                | Mai              | 12. Dez. 2019        | 12. Jan. 2024                         | Camilla Strøm Henriksen, Erik Skjoldbjærg, Gunnar Vikene | Camilla Strøm Henriksen, Hilde Susan Jaegtnes, Erik Skjoldbjærg |
| 22         | 4         | Juni               | Juni             | 12. Dez. 2019        | 12. Jan. 2024                         | Camilla Strøm Henriksen, Erik Skjoldbjærg, Gunnar Vikene | Camilla Strøm Henriksen, Hilde Susan Jaegtnes, Erik Skjoldbjærg |
| 23         | 5         | September (Teil 1) | September, del 1 | 26. Dez. 2019        | 12. Jan. 2024                         | Camilla Strøm Henriksen, Erik Skjoldbjærg, Gunnar Vikene | Camilla Strøm Henriksen, Hilde Susan Jaegtnes, Erik Skjoldbjærg |
| 24         | 6         | September (Teil 2) | September, del 2 | 2. Jan. 2020         | 12. Jan. 2024                         | Camilla Strøm Henriksen, Erik Skjoldbjærg, Gunnar Vikene | Camilla Strøm Henriksen, Hilde Susan Jaegtnes, Erik Skjoldbjærg |

## Entstehung und Veröffentlichung
Der Schriftsteller und Bestsellerautor Jo Nesbø beschäftigte sich auch in seinen Büchern immer wieder mit der Besetzung Norwegens im Zweiten Weltkrieg. Ihn trieben die unterschiedlichen Reaktionen seiner Landsleute damals um. Teile seiner Familie kämpften mit den Nazis gegen die Sowjetunion, andere gingen in den Widerstand. Es beschäftigte ihn die Frage, wie die Menschen wohl heute auf eine Kriegssituation reagieren würden.

„Ich habe mich oft gefragt, wie ich und meine Generation damals gehandelt hätten. Es ist schwierig, das Verhalten dieser Menschen zu beurteilen. Das war der Ausgangspunkt für Occupied.“

Jo Nesbø schrieb die ersten Episoden der Geschichte bereits 2008. Die Serie sollte ursprünglich von NRK, dem norwegischen staatlichen Fernsehen produziert werden. Es gab auch eine Zusage für einen Produktionszuschuss in Höhe von 9,7 Millionen Kronen durch das Norwegische Filminstitut (NFI) im April 2013. Nach vierjähriger Planung zog sich NRK aber wegen Unstimmigkeiten aus dem Projekt zurück und der Sender TV2 nahm sich im Oktober 2013 des Projektes an. Jo Nesbø bezeichnet sich selbst als einen großen Kontrollfreak. Deswegen habe er nach seiner konzeptionellen Vorarbeit das Projekt komplett in die Hände von Karianne Lund, Erik Richter Strand und Erik Skjoldbjærg gegeben. Harald Rosenløw Eeg, Jan Trygve Røyneland, Ina Bruha und Bjørn Paqualin waren weitere Mitglieder des Writers Room.
Das Projekt war lange vor der Ukraine-Krise in fortgeschrittener Vorproduktion. Umso verwunderter reagierten Jo Nesbø und der Sender, als Russland offiziell Protest gegen die Serie einlegte, weil sie in sensiblen Zeiten die „Gefahr aus dem Osten“ beschwören würde. Jo Nesbø macht auf Nachfrage deutlich, dass es ihm nicht um Russland gehe, sondern um eine fiktionale Auseinandersetzung mit der Frage, wie anscheinend stabile demokratische Gesellschaften innerhalb kürzester Zeit und aus den unerwartetsten Gründen in ihren Grundfesten erschüttert werden können.
Auch der Sender TV2 wunderte sich über die Reaktion Russlands, denn die russische Botschaft war bereits drei Jahre vorher in der Planungsphase über das Projekt informiert worden.
Die deutschsprachige Veröffentlichung der ersten Staffel auf DVD und Blu-ray erfolgte am 4. Dezember 2015. Die zweite Staffel folgte am 2. März 2018.

## Rezeption
„Im besetzten Norwegen liegt die Macht oft in weiblichen Händen, aber dies führt nicht zwangsläufig zu einer besseren Welt. […] Neben einer realistisch wirkenden Story punktet die Serie mit interessanten Frauenfiguren und tollen Schauspielern, allen voran Ingeborga Dapkūnaitė als sensationell unterkühlte Botschafterin Sidorova und Ane Dahl Torp (Mord im Mittsommer) als die geschmeidige Gastronomin Bente Norum.“

Anlässlich der Ausstrahlung der 2. Staffel auf Arte:

„Diesmal fehlt es der Geschichte ein wenig an Durchschlagskraft. Es gibt zwar weiterhin charismatische Schauspieler wie Ingeborga Dapkunaite als Sidorova oder Ane Dahl Torp als Gastronomin Bente. Aber weder Eldar Skar als neuer Geheimdienstchef Hans Martin Djupvik noch Janne Heltberg als neue Ministerpräsidentin bringen das Format mit, die diese Rollen nun bräuchten.“

Die Serie wurde beim Internationalen Filmfestival Mannheim-Heidelberg als beste Serie des Wettbewerbs mit dem New Creators Award 2015 ausgezeichnet.